# ایلاریون اوسوریو
ایلاریون اوسوریو (اسپانیایی: Hilarión Osorio‎؛ ۱۹۲۸ – ۱۹۹۰) بازیکن فوتبال اهل پاراگوئه بود.
وی همچنین در تیم ملی فوتبال پاراگوئه بازی کرده‌است.